# بینن‌ماس
بینن‌ماس (به هلندی: Binnenmaas) یک شهرستان در هلند است که در هلند جنوبی واقع شده‌است. بینن‌ماس −۱ متر بالاتر از سطح دریا واقع شده‌است.